# Marc Chirik
Marc Chirik (Chisináu, 1907-París, 1990) (seudónimo: Marc Laverne) fue un militante y teórico comunista revolucionario francés. Nacido en Moldavia, en ese entonces bajo dominio imperial ruso, era muy joven uno de los fundadores del Partido Comunista de Palestina en 1919. Llega a Francia en 1924, donde participó en L'Unité léniniste, el grupo de oposición de Albert Treint, en 1927. Brevemente miembro de la Liga Comunista que aglutina a los partidarios de León Trotski, evoluciona cada vez más hacia las posiciones de la izquierda comunista (o "maximalista" en el mismo sentido que Rosa Luxemburgo: "sólo hay un programa máximo").

## De la Rusia Imperial a París
Proveniente de una familia judía, ya muy joven en una provincia alejada del Imperio ruso en Besarabia en Kishinev (ahora Chisináu en Moldavia), vibró por la Revolución de Octubre siguiendo a sus hermanos adquiridos en el partido de Lenin. Emigró con sus padres y varios de sus hermanos a Palestina en 1921 tras la ocupación de Kishinev por las tropas rumanas, participó con sus hermanos y hermanas en el Partido Comunista de Palestina fundado en 1919, momento en el que aglutinaba a los trabajadores palestinos y judíos. Marc (Mordkhai) Chirik estará allí, a pesar de su corta edad, miembro del comité central de la Juventud Comunista y simpatizará con la oposición.
De camino a Rusia en 1924 con uno de sus hermanos para participar en el V Congreso de la Internacional Comunista (junio de 1924), terminó en Francia, donde vivió una vida de trabajador apátrida hasta después de la guerra. Afortunadamente para él, las autoridades soviéticas no le habían otorgado los papeles necesarios: habría terminado en cárceles estalinistas como su hermano mayor. En Francia comienza su vida como oponente. Fue en primer lugar uno de los fundadores de L'Unité léniniste, el grupo de la Oposición de Izquierda al PCF dirigido por Albert Treint, en 1927 bajo el nombre de Marc "Lavergne" luego participó en la Fracción Izquierda, todavía con Treint.
Luego se convirtió en miembro del Comité Ejecutivo de la Liga Comunista (trotskista) y de la tendencia Treint (1932-1933). En 1933 fue uno de los fundadores de la Unión Comunista, que aglutinaba a todos los opositores franceses (los 31 trotskistas que quedaban en la Liga Comunista estaban obligados a entrar en la SFIO para no desaparecer. Pero esta elección, impuesta por Trotski - este es el "Punto de inflexión francés" - no es del gusto de todos, en particular Naville, y aún conduce a otras salidas en la Liga).

## De la Segunda Guerra Mundial a la Izquierda comunista
En 1936, conoce a Clara Geoffroy, quien será su compañera de vida y un apoyo político inquebrantable. Continúa su evolución hacia la izquierda comunista; en 1937-1938 se incorporó a la “fracción italiana”. Durante la guerra (1941-1942), fue uno de los camaradas de la izquierda italiana que tomaron la antorcha del “internacionalismo proletario” y llamaron a los trabajadores europeos a volver las armas contra su propia burguesía, ya sea democrática, fascista o estalinista: es el “derrotismo revolucionario”, recomendado por Lenin durante la Primera Guerra Mundial, abordado en la Segunda Guerra Mundial. Un error fatal para algunos (en el sentido de que pone al mismo nivel la democracia liberal y el fascismo), una hora de gloria para la izquierda comunista italiana para otros, que no habrían cedido al patriotismo imperante y a los reflejos de la unión nacional, uno. También se habla, para designar esta actitud, del "internacionalismo" mantenido en la guerra.
Con Robert Salama "Mousso" y luego Serge Bricianer en particular, dirigió la Fracción francesa de la izquierda comunista internacional y luego la Izquierda Comunista de Francia (GCF) desde los años 1944, cuyo periódico se llamó Internationalisme. El trabajador Goupil se unió al grupo en 1947 en el momento de la gran huelga de Renault en 1947 (ver su entrevista en TOUTBOX).

## Los años 1952-1968
Marc Chirik salió de Europa en 1952 y emigró a Venezuela donde, a los pocos años, inició una segunda vida militante junto a su compañera Clara Geoffroy. El inicio de la guerrilla en muchos países de América Latina lo lleva a intentar reconstituir un grupo político internacionalista que aboga por la revolución proletaria mundial frente a las “revoluciones nacionales antiimperialistas”. En 1964, participó en la formación del Grupo Internacionalismo en Venezuela, bajo el seudónimo de Juan M y lideró un grupo clandestino de jóvenes estudiantes de la escuela francesa Jean-Jacques Rousseau en Caracas hasta una búsqueda en 1968 que permitió a la prensa sacudir la espantapájaros de la “conspiración revolucionaria internacional”. Luego regresó a Francia donde contribuyó a la reagrupación de revolucionarios, en particular con la creación del grupo Révolution Internationale.

## Planeta sin visa
Chirik mantuvo toda su vida una gran amistad y complicidad con el escritor Jean Malaquais (nombre real Vladimir Malacki). Si quieres hacerte una idea de la pasión de Marc Chirik por la discusión política, puedes leer en Planeta sin visa la discusión muy bien descrita por Jean Malaquais, entre Laverne (el nombre de guerra cambió de Marc en los años 1920-30) y el dueño del “Croque-fruit” que tuvo lugar durante noches y noches.